# Kiss Diána
Kiss Diána (Kisvárda, 1990. február 21. –) magyar operetténekes, operaénekes, primadonna.

## Életpályája
Gyermekkorától kezdve énekel, szerepelt énekversenyeken, zongorázni tanult. A Debreceni Egyetemen végzett klasszikus ének alapszakon Dr. Mohos Nagy Évánál. Mesterdiplomáját a Liszt Ferenc Zeneművészeti Egyetem operaének-művész szakon szerezte 2017-ben, ahol mestere Nádor Magda volt. 2019-től a Budapesti Operettszínház művésze. Szerepel a Magyar Állami Operaházban is.
2025-ben Magyar Bronz Érdemkereszttel tüntették ki.

## Színházi szerepei

### Operett
- Csárdáskirálynő – Vereczki Szilvia, Stázi
- A chicagói hercegnő - Apácafőnöknő
- János vitéz - Iluska
- Mágnás Miska - Rolla grófnő
- A mosoly országa– Liza
- Ifj. Johann Strauss: Bécsi vér - FranciskaCagliari
- Ifj. Johann Strauss: A denevér – Adél
- A cirkuszhercegnő – Fedóra Palinszka
- Az Orfeum mágusa – Carola Cecília[11]
- Mária főhadnagy – Lebstück Mária

### Opera
- Claudio Monteverdi - Bella Máté: Poppeamegkoronázása - La Fortuna
- Antonio Cesti: Orontea - Tibrino
- Wolfgang Amadeus Mozart: Figaro házassága - Susanna
- Wolfgang Amadeus Mozart: A varázsfuvola - Papagena
- Gioachino Rossini: A sevillai borbély -Rosina
- Paul Hindemith: A hosszú karácsonyi ebéd -Lucia II.
- Gian Carlo Menotti: A telefon - Lucy
- Solti Árpád: La Violetta – Ilonka
- Vajda Gergely: Georgia Bottoms - Daphne Colgate
- Tallér Zsófia: Leánder és Lenszirom –Csibecsőr

### Musical
- Hamupipőke – Firtos, tündérkirálynő
- István, a király – Enikő